# Языки Эфиопии
Языки Эфиопии относятся к различным разговорным формам общения в Эфиопии. Это включает в себя официальные языки страны, а также мелкие и иностранные языки. Термин также охватывает системы письма, которые традиционно используются для того, чтобы расшифровать эти языки.

## Обзор
| Распределение языков Эфиопии (2007) | Распределение языков Эфиопии (2007) | Распределение языков Эфиопии (2007) | Распределение языков Эфиопии (2007) | Распределение языков Эфиопии (2007) |
| ----------------------------------- | ----------------------------------- | ----------------------------------- | ----------------------------------- | ----------------------------------- |
| Оромо                               |                                     |                                     | 33.8 %                              |                                     |
| Амхара                              |                                     |                                     | 29.33 %                             |                                     |
| Сомали                              |                                     |                                     | 6.25 %                              |                                     |
| Тигринья                            |                                     |                                     | 5.86 %                              |                                     |
| Сидамо                              |                                     |                                     | 4.04 %                              |                                     |
| Воламо                              |                                     |                                     | 2.21 %                              |                                     |
| Гураге                              |                                     |                                     | 2.01 %                              |                                     |
| Афар                                |                                     |                                     | 1.74 %                              |                                     |
| Хадия                               |                                     |                                     | 1.69 %                              |                                     |
| Гамо-Гофа-Давро                     |                                     |                                     | 1.45 %                              |                                     |
| Прочие                              |                                     |                                     | 11.62 %                             |                                     |

Современная карта афразийских языков

Согласно справочнику Ethnologue, в Эфиопии насчитывается 89 языков, согласно эфиопской переписи населения 1994 года, которая показывает, что только 77 языков были разговорными на местном уровне. Большинство из этих языков принадлежат к афразийской семье (семитские, кушитские; омотские языки также являются разговорными, хотя их классификация является неопределённой). Нило-сахарские языки также разговорны у нилотских этнических меньшинств.
Чарльз А. Фергюсон предложил эфиопскую языковую территорию, характеризующуюся общими грамматическими и фонологическими особенностями в 1976 году. Языковой союз включает в себя афразийские языки в Эфиопии, не нило-сахарские языки. В 2000 году Мауро Тоско подставил под сомнение оригинальный план Фергюсона. До сих пор нет согласия среди учёных по этому вопросу, но Тоско ослабил позицию Фергюсона.
Английский является наиболее распространённым иностранным языком и является средством обучения в средних школах и университетах. Амхарский был языком первичного школьного обучения, но на многих территориях был заменён местными языками, такими как оромо и тигринья.
После падения режима Дерга в 1991 году новая конституция Эфиопии предоставила всем этническим группам право на развитие своего языка и установила системы начального общего образования на родном языке. Это стало заметным изменением в языковой политике в сравнении с предыдущими правительствами Эфиопии.
С точки зрения письменности, основной орфографией Эфиопии является письмо геэз (эфиопское письмо), применяющееся как абугида для нескольких языков страны. Оно появилось в 5–6 веках до нашей эры для записи языка геэз. Геэз выступает в качестве языка богослужений эфиопской и эритрейской православной церквей. Другие системы письма были также использовались разными эфиопскими общинами на протяжении многих лет. К последним относится шрифт шейха Бакри Сапало для оромо.